# Орден Заслуг (Бруней)
Самый выдающийся орден «За заслуги» - государственная награда Султаната Бруней.

## История
Орден Заслуг был учреждён в феврале 1964 года султаном Омаром Али Сайфуддином III для вознаграждения граждан за достойные и выдающиеся заслуги.
В 1984 году в статут ордена были внесены изменения, которые незначительно видоизменили знак.

## Степени
Орден имеет три класса:
- Великий командор (PSLJ) – знак ордена на цепи и звезда на левой стороне груди.
- Командор (DSLJ) – знак ордена на чрезплечной ленте и звезда на левой стороне груди.
- Компаньон (SLJ) – знак ордена на шейной ленте.

## Описание
Знак ордена представляет собой золотую четырехконечную заострённую двугранную звезду в косой крест, наложенную на серебряный круг, покрытый бриллиантовыми гранями. В центре звезды круглый медальон с широкой каймой. В центре медальона золотое изображение короны (до 1984 года в медальоне изображался знак султана – герб Брунея, где руки заменены двумя золотыми кошками). На кайме надпись: вверху – «PEDUKA SERI LAILA», внизу – «JASA».
Знак при помощи кольца крепится к орденской цепи или орденской ленте.
Звезда ордена восьмиконечная с прямыми двугранными лучами, расположенными золотом в косой крест, и серебром в прямой крест. Лучи покрыты бриллиантовыми гранями. В центре звезды круглый медальон с широкой каймой. В центре медальона золотое изображение короны (до 1984 года в медальоне изображался знак султана – герб Брунея, где руки заменены двумя золотыми кошками). На кайме надпись: вверху – «PEDUKA SERI LAILA», внизу – «JASA».
 Орденская лента зелёного цвета с красными полосками по краям и в центре, обременённых жёлтыми полосками с чёрной полоской в центре.